# 阿卜杜勒-萨拉姆·马贾利
阿卜杜勒-萨拉姆·马贾利（阿拉伯语：‎，1925年2月18日—2023年1月3日），约旦医师、政治家，曾经两度担任约旦首相。

## 早年生活
马贾利1925年生于外約旦卡拉克（今约旦），1949年在大马士革获叙利亚大学医学学位，1953年在伦敦获倫敦皇家內科醫師學會喉科学和耳科学文凭，1960年获美國外科學院奖学金，1974年获哈西德配大學名誉博士学位。

## 职业生涯
自1949年起，马贾利历任约旦阿拉伯军团主任医师、约旦阿拉伯军团总医院耳鼻喉科医师、陆军总医院院长、耳鼻喉科顾问医师。1969年任卫生大臣兼内阁事务国务大臣，1971年任约旦大学校长兼约旦大学医学院教授，1976年任教育大臣兼内阁事务国务大臣，1980年再任约旦大学校长。
马贾利于1989年任侯赛因国王顾问，1991年任阿以中东和谈约旦代表团团长，1993年至1995年任约旦首相兼国防和外交大臣，1997年至1998年任约旦首相兼国防大臣。